# Armand Putzeyse
Armand Putzeyse (30 de novembro de 1916 — 21 de novembro de 2003) foi um ciclista belga que competia em provas tanto de estrada, quanto de pista.
Putzeyse representou seu país, Bélgica, nos Jogos Olímpicos de Verão de 1936 em Berlim, conquistando a medalha de bronze no contrarrelógio por equipes, junto com Auguste Garrebeek e Jean-François Van Der Motte.